# Tod
Tod fue una ciudad del Antiguo Egipto situada a 20 km al sur de Luxor y enfrente de Armant. En egipcio antiguo se llamaba Dyerty, recibió el nombre de Tuphion de los griegos, Tufium (o Tuphium) de los romanos y posteriormente se llamó Tod en idioma árabe. 

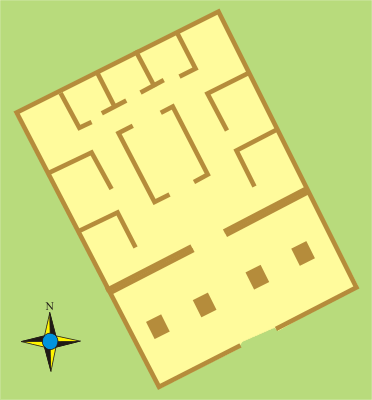
Plano del templo de Montu en Tod.

En esta ciudad se adoraba al dios halcón Montu, que era la forma guerrera de Horus. Su forma terrenal era el toro Bujis (en egipcio Baj), y su principal lugar de culto fue Armant.
En Tod, el arqueólogo Bisson de la Roque, miembro de L'Institut français d'archéologie orientale (IFAO), encontró en 1936 durante la excavación del templo de Montu (descubierto en 1934, construido inicialmente al final de la dinastía V y acabado durante el Imperio Medio), el llamado Tesoro de Tod, hoy repartido entre el Museo del Louvre y el Museo Egipcio de El Cairo. El tesoro consistía en objetos labrados, lapislázuli, cilindros, cadenas de plata y otros (incluida una estatua en bronce de Osiris) que probablemente eran pagos de tributos extranjeros. Las excavaciones se iniciaron en 1913 y no cesaron hasta 1991, quedando establecido finalmente que Nag al-Madamud, Karnak, Armant y Tod eran los principales lugares de veneración al dios Montu. 
El templo, construido inicialmente por Mentuhotep I, fue reformado por los ptolomeos, especialmente por Ptolomeo VII y Ptolomeo XII, a los cuales se les atribuyen parte de la decoración, su restauración y una nueva entrada. También hay algunas partes atribuidas al reinado de Antonio Pío. Cerca del templo ptolemaico hay un pequeño quiosco romano.